# Ritratto di musico

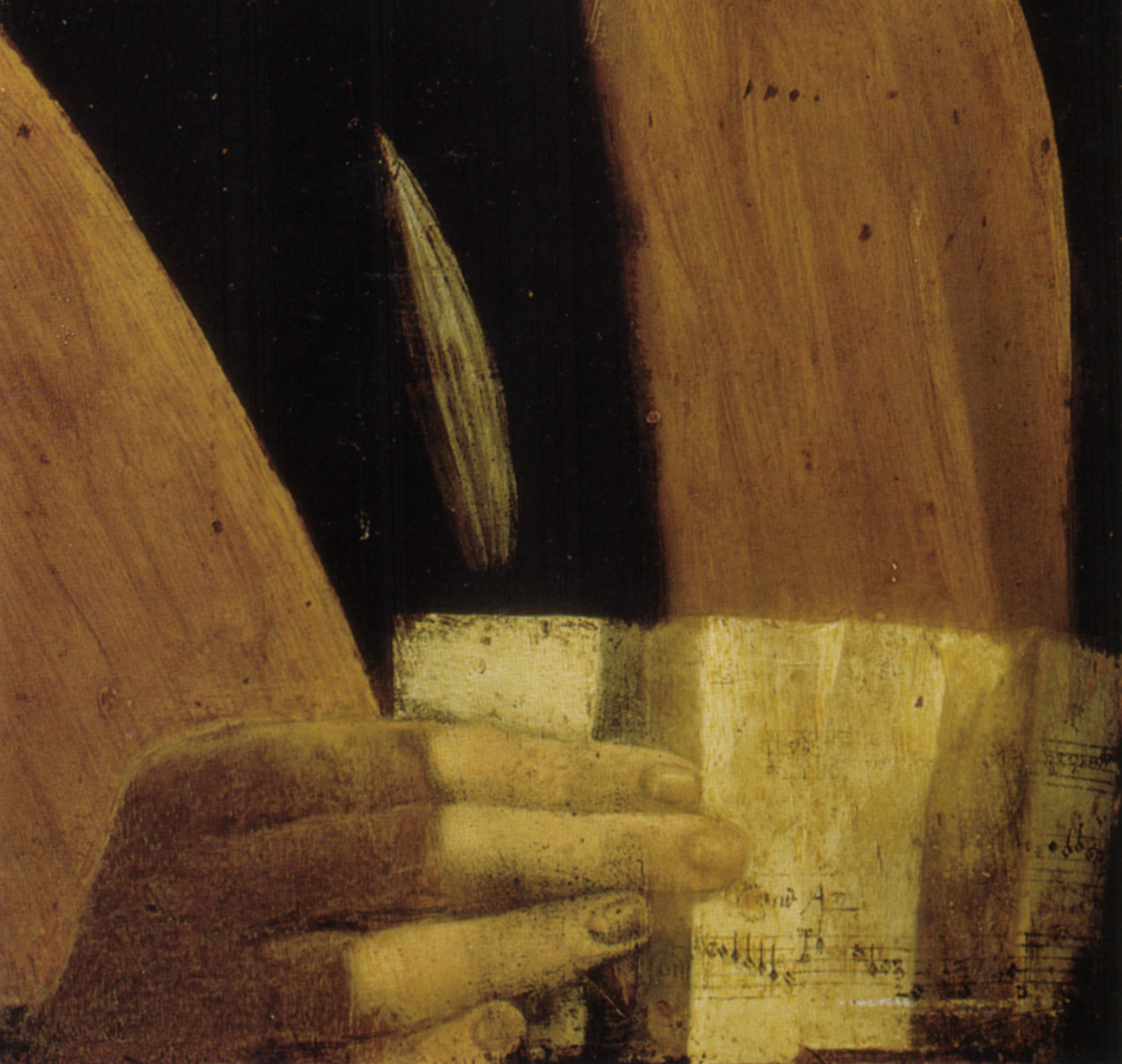
Dettaglio

Il Ritratto di musico è un dipinto a olio su tavola (44,7x32 cm) di Leonardo da Vinci, databile al 1485 circa e conservato nella Pinacoteca Ambrosiana di Milano.

## Storia
Non si conoscono la collocazione originaria e le circostanze della commissione del dipinto; si trovava sicuramente all'Ambrosiana nel 1671. Forse era stato donato nel 1637 dal marchese Galeazzo Arconati con il Codice Atlantico, oppure potrebbe essere il ritratto "del duca Gio. Galeazzo Visconti" ricordato nella donazione di Federico Borromeo assieme a una fantomatica "Testa del Petrarca" come opere di Leonardo.

## Identificazione
Nel XIX secolo venne interpretato come ritratto di Ludovico il Moro, in dittico con quello di Beatrice d'Este  Con la pulitura del 1904 si riscoprì lo spartito musicale, coperto da una ridipintura, che contiene la scritta "Canto angelico.", seguita da una partitura musicale. Da questo indizio si è risaliti all'identificazione con Franchino Gaffurio, maestro di cappella del Duomo di Milano dal 1484 nonché compositore di un "Cantum Angelicum", cioè l'Angelicum ad divinum opus.
Altre ricerche hanno ipotizzato che il soggetto del quadro possa essere il compositore franco-fiammingo Josquin Desprez, contemporaneo di Leonardo e attivo a Milano.

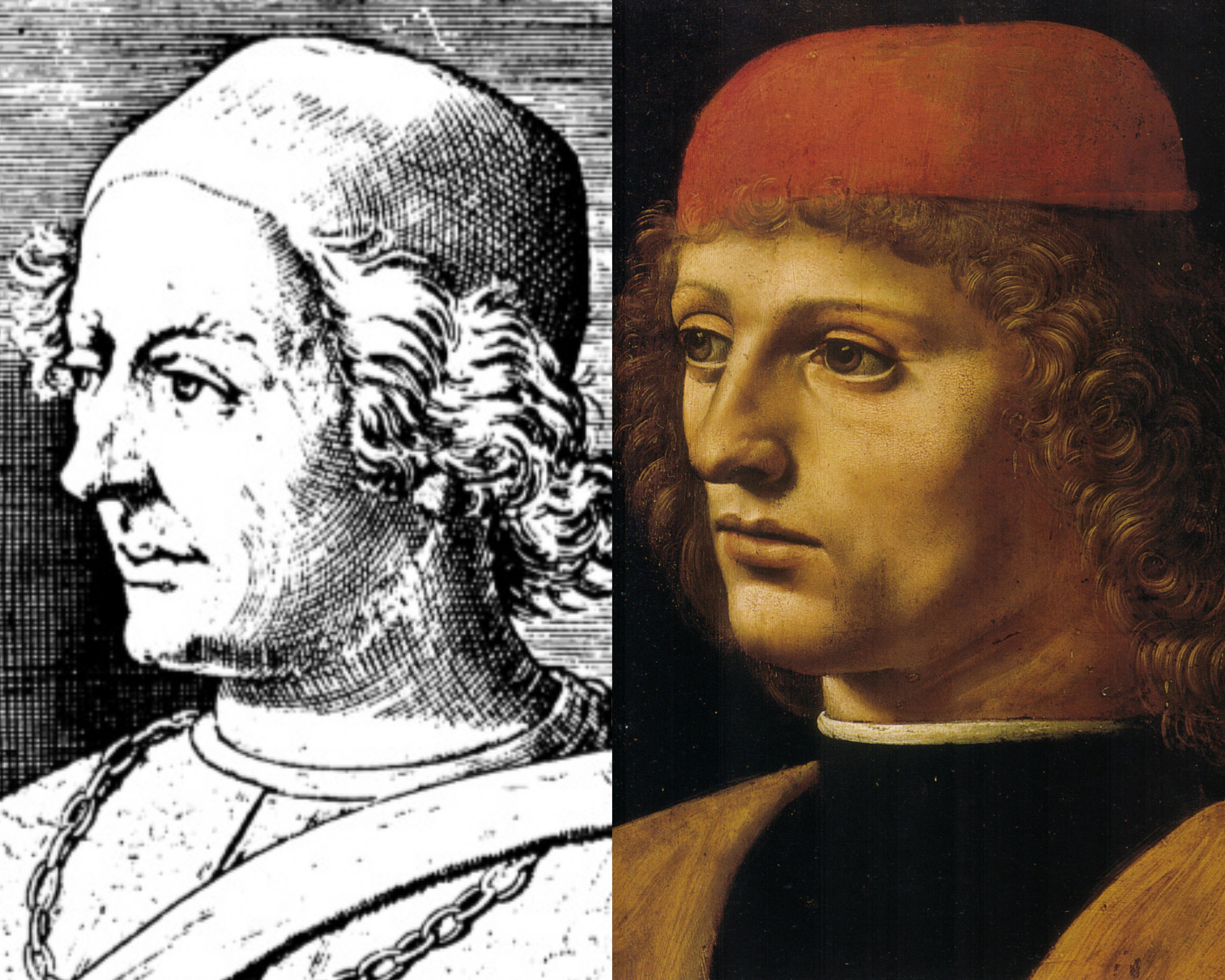
Confronto fra il ritratto di Roberto Sanseverino e il ritratto cosiddetto di musico.

Il soggetto del ritratto è stato altrove identificato con Galeazzo Sanseverino, genero di Ludovico il Moro e capitano generale delle milizie sforzesche, per le notevoli somiglianze riscontrate con quello nel Ritratto di Luca Pacioli (anch'esso considerato opera leonardesca), dove possiamo notare corrispondenze nella folta capigliatura riccia, nei tratti del viso e nell'apertura del farsetto dal quale sbuffa un tratto di camicia che richiama una lancia, a simboleggiare la potenza virile di Galeazzo nelle giostre. Altri studiosi hanno puntato invece sulla stretta somiglianza coi ritratti certi del padre di Galeazzo, Roberto Sanseverino, i cui lineamenti del viso mostrano parecchi tratti in comune. L'identificazione era già stata proposta alla fine del XIX secolo da studiosi tedeschi come Paul Müller-Walde, avendo forse maggiore familiarità con le fattezze di Roberto, la cui lastra tombale trovasi nel Duomo di Trento. A sostegno di questa tesi, Piero Misciatelli ricorda che Galeazzo fu in effetti grande amico e protettore sia di Leonardo sia di fra' Luca Pacioli e che, proprio come Ludovico e Beatrice, doveva certamente essere appassionato di musica. Altri, come Robert de la Sizèranne, vi riconobbero anche i tratti del padre Roberto, prima che critici d'arte italiani proponessero invece l'identificazione con Franchino Gaffurio.

## Descrizione e stile
Il soggetto, un giovane dalla folta capigliatura, è ritratto a mezzo busto di tre quarti, girato verso destra. Lo sguardo è distante, ma vivo e intelligente, trattato con un forte chiaroscuro che lo fa emergere in tutta la sua plasticità.